# Daniel Ducreux
Daniel Ducreux (Saint-Philbert-sur-Risle, 11 de febrer de 1947) va ser un ciclista francès, que fou professional entre 1970 i 1975. Del seu palamarès destaca una etapa de la Volta a Portugal.
Quan era amateur va participar en els Jocs Olímpics de Ciutat de Mèxic de 1968 en la prova de ciclisme en ruta individual.

## Palmarès
- 1968
  - 1r a la Paris-Ezy
  - 2n a la París-Troyes
- 1969
  - 1r a la París-Évreux
  - Vencedor d'una etapa de la Cursa de la Pau
- 1971
  - Vencedor d'una etapa de la Volta a Portugal
  - 3r al Critèrium Internacional

### Resultats al Tour de França
- 1973. 55è de la classificació general
- 1974. 90è de la classificació general

### Resultats al Giro d'Itàlia
- 1973. 78è de la classificació general